# Traffic (estonská hudební skupina)
Traffic je estonská kapela z Tallinnu, která byla založena v roce 2006. Své debutové album skupina vydala o rok později.

## Kariéra

### Národní kolo Estonska: Eurolaul, Eesti Laul
V roce 2006 skupinu založili zpěvák Silver Laas a kytarista Stig Rästa, který předtím působil ve skupině Slobodan River.
V roce 2006 vydali rádiový hit a zároveň singl "Kallis, ära küsi" a v roce 2007 skupina vydala své debutové album Traffic.
V roce 2008 se debutově zúčastnili estonského národního kola Eurolaul 2008. Se zpěvačkou Luisou Värk zazpívali píseň "It's Never Too Late". Píseň se ve finále národního kola umístila na 8. místě s 866 hlasy.
V roce 2009 se zúčastnili nového estonského národního kola s názvem Eesti Laul 2009. S písní "See päev" postoupili do finále, kde se umístila na 2. místě. V superfinále národního kola prohráli se skupinou Urban Symphony, jejíž píseň nese název "Rändajad".
V roce 2012 se zúčastnila národního kola s písní "NASA" se těsně kvalifikovali do finále. V finále národního kola se umístila na posledním 10. místě s 5 body.
V roce 2014 se opět zúčastnila estonského národního kola s písní "Für Elise" postoupili z 2. místa fo finále. Ve finále národního kola se umístila třetí.

## Diskografie

### Alba
- Traffic (2007)
- 2 (2008)
- Siirius (2012)[1]

### Singly
- "Kallis, ära küsi" (2006)
- "Vastassuunas" (2006)
- "Meie laul" (feat. Maarja-Liis Ilus; 2007)
- "Päevast päeva" (2007)
- "It's Never Too Late" (feat. Luisa Värk; Eurolaul 2008, 2008)
- "Sõnad" (2008)
- "Kesköödisko" (2008)
- "Tuul" (2008/2009)
- "See päev" (Eesti laul 2009; 2009)
- "NASA" (Eesti laul 2012; 2012)
- "Für Elise" (Eesti laul 2014; 2014)